# Mirapinna esau
El pez-ballena peludo de Azores es la especie Mirapinna esau, la única del género monoespecífico Mirapinna, un pez marino de la familia cetomímidos, distribuido por el este del océano Atlántico, descrito a partir de un ejemplar capturado en las islas Azores.
Su nombre viene del latín mirus (maravilloso) y pinna (espino), por su aspecto con la piel llena de espinas.
Tiene el cuerpo recubierto de espinas, de donde toma el calificativo de "peludo", con una longitud máxima de 5,5 cm.

## Hábitat y biología
Vive en el océano de aguas subtropicales, bentopelágico. El único espécimen conocido fue capturado cerca de la superficie, donde se comprobó que se alimenta de copépodos.